# Friedrich Dickel

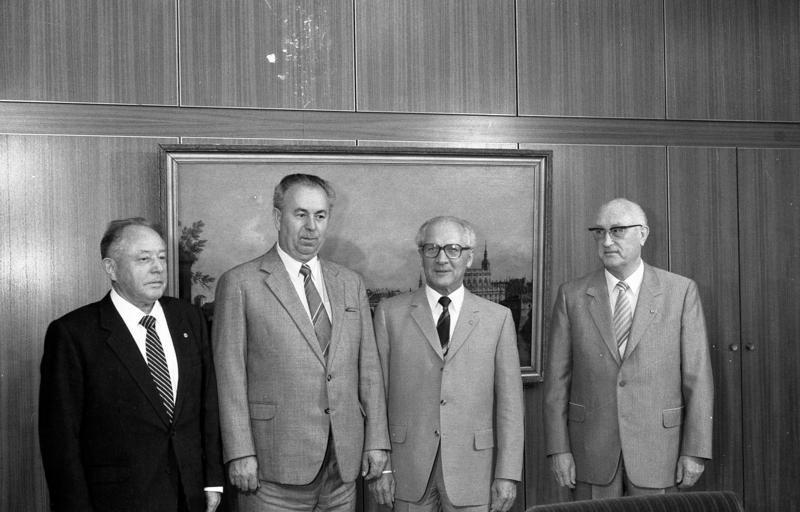
Erich Mielke, Jaromír Obzina, Erich Honecker und Friedrich Dickel (von links nach rechts) bei einem Staatsempfang im Jahr 1983

Friedrich Dickel (* 9. Dezember 1913 in Vohwinkel; † 22. Oktober 1993 in Berlin) war Minister des Innern der DDR und Chef der Deutschen Volkspolizei von November 1963 bis November 1989.

## Leben
Als Sohn eines Maurers wurde er nach dem Besuch der Volksschule 1928 bis 1931 zum Gießer und Former ausgebildet und war daraufhin arbeitslos. Er war seit 1928 im Kommunistischen Jugendverband Deutschlands (KJVD) aktiv und trat 1931 der KPD, 1932 der Roten Hilfe und dem Roten Frontkämpferbund bei.
Ab 1933 arbeitete er illegal in Deutschland und wurde zweimal verhaftet, nach einer dreimonatigen Gefängnishaft emigrierte er 1933 bis 1935 über das Saargebiet nach Frankreich und war bis 1936 in den Niederlanden aktiv. Danach nahm er als Kompanieführer im Thälmann-Bataillon der XI. Internationalen Brigade am Spanischen Bürgerkrieg teil. 1937 wurde er zu einer Spezialausbildung nach Moskau kommandiert, studierte Hochfrequenztechnik, und war danach für den militärischen Nachrichtendienst der UdSSR (GRU) in Finnland und Shanghai tätig. 1943 wurde er verhaftet und durch ein japanisches Militärgericht verurteilt.
Im Mai 1946 kehrte er nach Moskau zurück und von dort im Dezember 1946 nach Berlin. Er wurde Mitglied der SED, trat im Mai 1947 in die Deutsche Volkspolizei (DVP) ein und diente bis 1949 im Präsidium der DVP in Leipzig. Nach einem Kurs an der Höheren Polizeischule in Kochstedt war er bis 1953 Kommandeur der Polit-Kulturschule der Hauptverwaltung Ausbildung bzw. der Kasernierten Volkspolizei (KVP) in Berlin-Treptow. Am 1. Oktober 1952 wurde er zum Generalmajor der KVP ernannt. Von 1953 bis 1955 war er zunächst Stellvertreter des Chefs der Politischen Verwaltung für organisatorische Fragen, dann bis 1956 Chef der Politischen Verwaltung der KVP.
Mit Gründung der Nationalen Volksarmee 1956 wurde er Stellvertreter des Ministers für Nationale Verteidigung und Chef der Politischen Verwaltung. 1956/57 war er 1. Stellvertreter des Ministers. Zugleich war er von 1956 bis 1958 Vorsitzender der Armeesportvereinigung Vorwärts und 1957 Mitglied im Bundesvorstand des Deutschen Turn- und Sportbundes. 1957 bis 1959 war er Kursant der sowjetischen Generalstabsakademie in Moskau (Abschluss als Diplom-Militärwissenschaftler) und danach bis 1963 erneut Stellvertreter des Ministers für Nationale Verteidigung, diesmal für Technik und Bewaffnung. 1959 wurde er ständiger Vertreter der DDR im Stab der Sowjetischen Streitkräfte in Deutschland (GSSD).

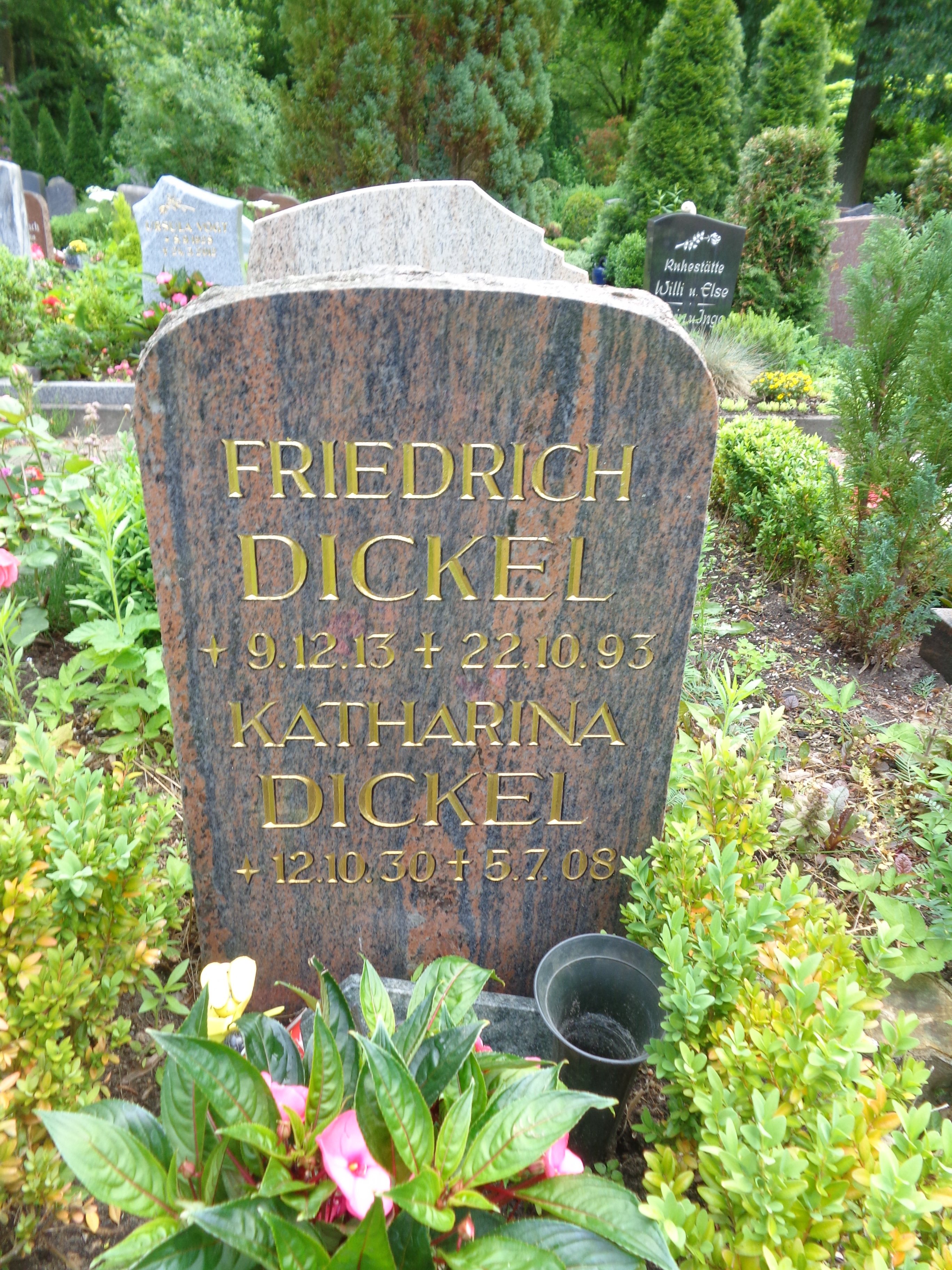
Grab auf dem Waldfriedhof Grünau

Im August 1961 war Dickel Mitglied des Stabs des Nationalen Verteidigungsrates der DDR beim Mauerbau in Berlin. Im Oktober 1963 wurde er zum Generalleutnant befördert und war dann vom 15. November 1963 bis zum 17. November 1989 als Nachfolger von Karl Maron Minister des Innern und Chef der Deutschen Volkspolizei sowie bis 1976 Chef der Zivilverteidigung. Auf Beschluss des Ministerrates der DDR wurde er am 30. Juni 1965 zum Generaloberst und 1984 zum Armeegeneral befördert. Er war von 1967 bis 1989 außerdem Mitglied des Zentralkomitees der SED und bis März 1990 Abgeordneter der Volkskammer.
Sein Grab befindet sich auf dem Berliner Waldfriedhof Grünau.

## Auszeichnungen
- 1956 Hans-Beimler-Medaille
- 1964 Banner der Arbeit

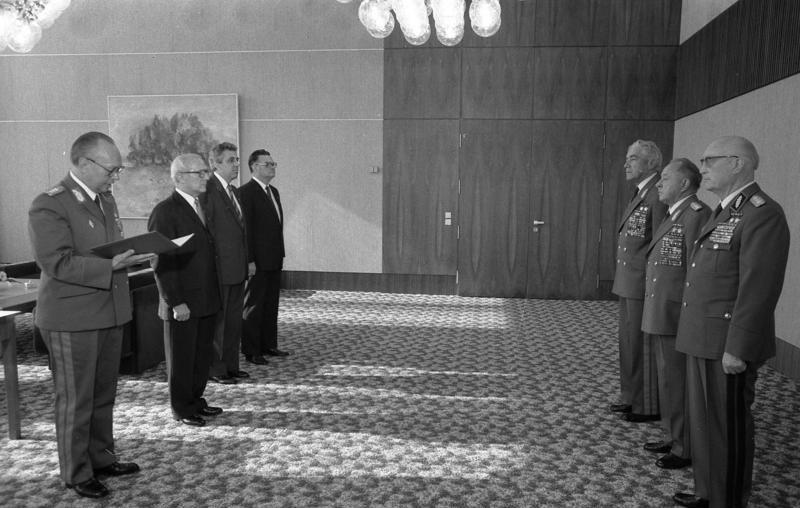
Beförderung Dickels zum Armeegeneral, 1984

- 1970 Medaille der Waffenbrüderschaft
- 1970 Orden des Vaterländischen Krieges I. Klasse (UdSSR)
- 1973 und 1978 Ehrenspange zum Vaterländischen Verdienstorden in Gold
- 1973, 1983 und 1985[3] Karl-Marx-Orden
- 1975 Orden der Oktoberrevolution (UdSSR)
- 1975 und 1983 Held der DDR
- 1979 Scharnhorst-Orden
- 1980 Rotbannerorden (UdSSR)
- 1983 und 1985 Leninorden (UdSSR)
- 1985 Medaille „40. Jahrestag des Sieges im Großen Vaterländischen Krieg 1941–1945“[4]
- 1987 Medaille für internationalistische Verdienste „Enrique Schmidt“, verliehen am 25. Juni 1987 durch den nicaraguanischen Innenminister Tomás Borge
- 1988 Orden der Völkerfreundschaft (UdSSR)

## Veröffentlichungen
- Aufgaben und Verantwortung der Schutz- und Sicherheitsorgane für die Durchsetzung der sozialistischen Gesetzlichkeit, Berlin 1981
- (Hauptred.), Geschichte der Deutschen Volkspolizei, Berlin 1987